# مرصد الفتاوى التكفيرية والآراء المتشددة
مرصد الفتاوى التكفيرية والآراء المتشددة أنشئ في عام 2014 

## النشأة والهدف
يتبع دار الإفتاء المصرية، أداة رصدية وبحثية لخدمة المؤسسة الدينية باعتبارها المرجعية الإسلامية الأولى في مجال الفتوى، حيث يقدم الدعم العملي والفني والشرعي اللازم لتمكين المؤسسة الإفتائية من تحديد لظاهرة وبيان أسبابها وسياقاتها المختلفة، والأطراف الفاعلة فيها، ومقولاتها وادعاءاتها، وصولا إلى تقديم أطر وأسباب علاج تلك الظاهرة، وتقديم برامج عمل وخطوات لتحقيق هذا الهدف، كما يقدم المرصد العون والدعم للمؤسسات الدينية والاجتماعية المصرية في مواجهة تلك الظاهرة وآثارها، بالإضافة إلى تقديم أنماط التشدد والمتشددين، ودليل تعامل مع الفكر والفرد المنتمي والمتبني لهذا الفكر.

## الموضوعات التي يهتم بها المرصد
يقوم المرصد بمتابعة مقولات التكفير في جميع وسائط التواصل المقروءة والمسموعة والمرئية وعلي شبكة الإنترنت ومواقع التواصل الاجتماعي إيمانا منا بأنه من خلال امتلاك منظومة متكاملة للرصد والمتابعة نستطيع أن نتواصل وتتفاعل ونتعاطى مع الحدث بشكل أفضل وأسرع وأكثر إيجابية، وتتنوع الموضوعات التي تدخل داخل دائرة اهتمام المرصد الإعلامي، وبشكل عام فإن عملية الرصد تتسم بالشمولية والاتساع بشكل مباشر أو غير مباشر، بأمور الفتاوى والآراء الدينية المرتبطة بها في كافة المجالات والموضوعات، كما يقوم المرصد برصد الظواهر والأسباب المؤدية لنشوء مثل تلك الآراء والفتاوى المتشددة، والسياق الذي يأتي في إطاره، وعلاقته بالأطراف المختلفة في المجتمع. لذا يهتم المرصد بكافة الفتاوى الصادرة عن المؤسسة الدينية المصرية (الأزهر والأوقاف والإفتاء والهيئات التابعة لهم) والحركات والتيارات والفرق الإسلامية المختلفة، كما يقوم المرصد بمتابعة الفتاوى الصادرة عن رجال الدين والأفراد من كافة الاتجاهات والتيارات المختلفة.

## مدخلات المرصد
نظرا لطبيعة المرصد الإعلامي، وطبيعة المؤسسة التي ينتمي إليها، يعمل المرصد الإعلامي على رصد المواد الإعلامية بصورها المختلفة (المرئي والمقروء والمسموع) بشكل شامل أو بشكل انتقائي طبقا لسلم الأولويات وخريطة الموضوعات المحددة كمجال لعمل المرصد ومركزا لاهتمامه، وتشمل تلك المدخلات الآتي:
- الصحف والمجلات الورقية
- القنوات الفضائية
- مواقع الإنترنت وشبكات التواصل الاجتماعي

## مخرجات المرصد

### مواد خبرية
يقدم مرصد التكفير والآراء المتشددة مواد خبرية تعبر عن مجمل الأفكار والفتاوى المتطرفة والمتشددة المثارة في وسائل الإعلام، والتناول الإعلامي لها، وحجم ومدى انتشارها، وتكون بشكل حصري بحيث تشمل كافة وسائل الإعلام المقروءة والمسموعة والمرئية، وبشكل منتظم لكي تضع أمام صانع القرار في المؤسسة الدينية الصورة كاملة عن خريطة تلك الفتاوى والآراء ومصدرها ومدى انتشارها وأصدائها في الداخل والخارج.

### بيانات وأحاديث صحفية
يقدم المرصد عدد من البيانات والأحاديث الصحفية لتوضيح مسألة ما، أو الرد على موضوع ما، أو تصحيح شيء ما نشر في وسائل الإعلام، وتختلف طبيعة تلك البيانات تبعا لاختلاف الهدف منها، والوسيلة المراد نشرها فيها، وذلك لضمان تقديم خطاب ديني وسطي مستنير وتناول إعلامي سليم وصحيح بعيد عن الإثارة والتشويه.

### مواد تحليلية (تقارير وبحوث)
تعد المواد التحليلية والبحثية هي خلاصة ما توصل إليه الباحثون بالمرصد، حيث يتم ترجمة كافة العمليات السابقة والتي تبدأ بالجمع والرصد ثم التصنيف والتحليل كي تخرج إلى النور في شكل دراسة كاشفة ومستفيضة للظواهر والفتاوى المتشددة والتكفيرية في المجتمع، وتفاعل الأطراف المختلفة معها، بالإضافة إلى تقديم سيناريوهات لتطور الظاهرة ومستقبلها القريب والمتوسط والبعيد أيضا، ويشمل البحث تقديم تصورات لكيفية التعامل والتعاطي مع تلك الظواهر والآراء، والأدوار المختلفة التي يمكن القيام بها، والأطراف المنوط بها معالجة تلك الفتاوى، سواء المؤسسات الدينية كالأزهر والأوقاف، أو المؤسسات الإعلامية وما يمكن أن تقدمه في هذا السياق، بالإضافة إلى الأجهزة والمؤسسات الأخرى التي يمكن أن تدلو بدلوها في الأمر. ومن الأهمية بمكان أن نشير إلى أن كثير من فتاوى التكفير وظاهرة التشدد هي من الروافد على الثقافة المصرية، والتي دخلت على الثقافة المصرية وبيئتها الوسطية، وذلك بفعل عوامل داخلية وأخرى خارجية، لذا وجب على المرصد الإعلامي أن يهتم برصد تلك الظواهر والفتاوى التكفيرية خارجيا ومدى تأثر الداخل بها، وانعكاس ذلك على البيئة الداخلية وأطرافه المتعددة.

## الجوانب العملية والإجرائية في عمل المرصد
يتعلق هذا المحور بمكونات المرصد الإعلامي البشري والمادي، وطريقة العمل الإجرائية، والاحتياجات الدورية واللازمة لضمان العمل الجيد للمرد الإعلامي.

## قضايا اهتم بها المرصد
1. «استغلال رياضة كرة القدم في تجنيد المقاتلين وكسب الأتباع» حذر مرصد الفتاوى التكفيرية والآراء المتشددة التابع لدار الإفتاء المصرية اليوم الأربعاء من سعي تنظيم “داعش” الإرهابي وبشكل حثيث لاستغلال رياضة كرة القدم في تجنيد المقاتلين وكسب الأتباع، وذلك بالرغم من فتاويه السابقة التي حرمت هذه الرياضة واعتبرتها إلهاء عن تأدية الواجبات الدينية والمداومة على الصلوات.[4]
2. استغلال «داعش» للموارد الطبيعية.. تنظيم «داعش» الإرهابي يستنفد الموارد الطبيعية في المناطق التي يسيطر عليها في سوريا والعراق، بجميع الطرق التي تحقق له أعلى الأرباح، لتغطية تكاليفه ودفع رواتب عناصره، دون مراعاة لأحكام الشريعة التي يزعم أنه يطبقها ويحميها.[5]
3. قيام تنظيم «داعش» بذبح 19 سوريا.. استنكر مرصد الفتاوى التكفيرية والآراء المتشددة التابع لدار الإفتاء المصرية قيام أعضاء تنظيم «داعش» بذبح 19 سوريا خلال أيام عيد الأضحى المبارك، مؤكدًا أن كل هذه الأفعال والجرائم تخالف كل القيم والمبادئ الدينية والإنسانية وما جاءت به جميع الأديان السماوية.[6]
4. داعش يستخدم الأطفال لسد النقص في المقاتلين.. وأوضح المرصد أن الهدف من تجنيد داعش لهؤلاء الأطفال، هو إعداد جيل جديد أقوى من المقاتلين الحاليين، يتم تعليمهم ليكونوا هم مستقبل الخلافة المزعومة، مشيرًا إلى أن داعش يلقن الأطفال الأفكار والأيديولوجيات المتطرفة في سن مبكرة جدًّا، بالإضافة إلى المناهج الأكثر وحشية، كما يقوم بعمليات الإعدام العلنية أمامهم، ويعرض لهم أشرطة الفيديو الخاصة بأعمال العنف، ويمنحهم ألعابًا مكونة من أسلحة، وهو ما يثير مزيدًا من القلق.[7]
5. تكفير وجدي غنيم للعالم الكبير أ.د أحمد زويل.. وأكد المرصد أن التكفير دائمًا وأبدًا هو سلاح المتطرفين للنيل من خصومهم وتشويه صورتهم وتبرير الاعتداء عليهم واغتيالهم ماديًّا ومعنويًّا، ويُعد التكفير السبب الرئيسي والمباشر لمعظم عمليات الاغتيال والتصفية التي تتم بحق رموز وقيادات المجتمع، فتكفير الدكتور زويل واغتياله معنويًّا وتشويه صورته يتساوى في الجرم مع تكفير مفتي مصر السابق الدكتور علي جمعة ومن ثم محاولة اغتياله ومنعه من ممارسة رسالته في التنوير والتحديث، وإيصال العلم الشرعي الوسطي المنضبط إلى المسلمين في الداخل والخارج.[8]
6. تهديدات «داعش» بتفجير الأهرامات تهدف لضرب السياحة.. رفض مرصد الفتاوى التكفيرية والآراء المتشددة التابع لدار الإفتاء، تهديد تنظيم «داعش» الإرهابي باستهداف الأهرامات وأبو الهول، مؤكدًا أنها تهديدات غير واقعية تستهدف ضرب النشاط السياحي في البلاد خاصة مع عودة السياحة العالمية إلى مصر في موسم الصيف، وتراجع العمليات الإرهابية في مصر بعد نجاح الضربات الأمنية الأخيرة في إحباط العمليات الإرهابية وتجفيف الكثير من منابع الإرهاب.[9]
7. «أولمبياد الجهاد» أحدث وسائل «داعش» لتجنيد الشباب.. قال مرصد الفتاوى التكفيرية والآراء المتشددة التابع لدار الإفتاء المصرية أن تنظيم «داعش» الإرهابي يسعى بشكل حثيث لاستغلال رياضة كرة القدم في تجنيد المقاتلين وكسب الاتباع، وذلك بالرغم من فتاويه السابقة التي حرمت لعبة كرة القدم واعتبرتها إلهاءً عن تأدية الواجبات الدينية والمداومة على الصلوات، حيث يسعى التنظيم للاستفادة من الشعبية الجارفة التي تحظى بها كرة القدم بين أوساط الشباب؛ لتجنيد عناصر جديدة وتلميع صورته في المناطق التي ما زال يسيطر عليها.[10]
8. «الإخوان» تحولوا لجماعة «الجريمة المنظمة».. أكد مرصد الفتاوى التكفيرية والآراء المتشددة، التابع لدار الإفتاء أن دعوة ما يسمى «المجلس الثوري» التابع لجماعة الإخوان بتركيا، لمحاصرة المؤسسات الحيوية في كل محافظة بمثابة محاولة جديدة من الجماعة لتقويض الأمن وإشعال الحرائق ونشر العنف وهدم المؤسسات والهيئات الحكومية والتي تمثل أركان الدولة المصرية ودعائمها. وأضاف المرصد أن «المجلس الثوري» قد دعا أنصاره إلى اتخاذ عدة إجراءات تمهيدية منها تحديد المؤسسات الحيوية على مستوى المركز أو المدينة أو القسم، وأماكنها تمهيدًا لمحاصرتها، ثم تحديد الأفراد والمجموعات المعادية لجماعة الإخوان في نطاق وجوده، وأماكن تجمعهم وقدراتهم على مواجهة الثورة في لحظة فورانها، على حد تعبيرهم.[11]
9. عملية فلوريدا تزيد من نفوذ التيار اليميني في أمريكا.. أدان مرصد الفتاوى التكفيرية والآراء المتشددة التابع لدار الإفتاء المصرية حادث إطلاق النار الإرهابي على ملهى ليلي، والذي وقع أول أمس الأحد بولاية فلوريدا بالولايات المتحدة، وأسفر عن مقتل 50 شخصًا على الأقل وإصابة 53 آخرين، مؤكدًا أن الاعتداء على الأنفس جريمة تحرمها كل الأديان السماوية والأعراف والقوانين الإنسانية. وأضاف المرصد أن وكالة أعماق التابعة لتنظيم «داعش» أعلنت أن الهجوم نفذه مقاتل من التنظيم، وهذا يؤكد ما حذر منه المرصد في بيان سابق تناول فيه تحليل كلمة أبو محمد العدناني، المتحدث باسم التنظيم، بأن التنظيم يسعى للقيام بعمليات نوعية في أماكن غير تقليدية تلبية لدعوته لأنصار التنظيم بالقيام بالعمليات الفردية في الولايات المتحدة الأمريكية ودول أوروبا في شهر رمضان. وأشار المرصد إلى أن العملية الإرهابية في فلوريدا في هذا التوقيت تهدف إلى التأكيد على أن التنظيم لا يزال قادرًا على القيام بعمليات نوعية في العمق الغربي، حتى مع تعرضه لأعنف ضربات يتعرض لها منذ سيطرته على الموصل والرقة بسوريا والعراق، كما أنه يسعى إلى تخفيف الضغط عن مقاتليه في معاقله برفع المعنويات من خلال تلك العمليات النوعية ذات الأثر الكبير.[12]
10. مرصد الإفتاء: «داعش» يحاول تبرير هزائمه بتحريف الأحداث التاريخية.. قال مرصد الفتاوى التكفيرية والآراء المتشددة التابع لدار الإفتاء المصرية إن تنظيم «داعش» الإرهابي  يحاول بشتى الطرق والأساليب الاستمرار في تضليل أتباعه وعناصره المقاتلة من أجل دفعهم إلى الصمود في مواجهة الهزائم المتكررة التي لحقت بالتنظيم في الفترة الأخيرة حيث بات التنظيم الإرهابي يبحث عن تبريرات محاولاً التغرير بأنصاره من خلال استنباط تفسيرات من التاريخ الإسلامي لتخفيف وقع الخسائر المريرة على مقاتليه. وأضاف مرصد الإفتاء، أنه في إطار عملية غسل الأدمغة والتضليل الجديدة التي يمارسها التنظيم في أتباعه، بعث زعيم التنظيم الإرهابي أبو بكر البغدادي رسالة صوتية، نشرها أنصاره على مواقع الإنترنت، يبث فيها الأمل في عناصره القتالية، ويعبر فيها عن ثقته بالنصر، وقال فيها: «إن هذه المعركة المستعرة والحرب الشاملة والجهاد الكبير الذي تخوضه دولة الإسلام اليوم ما تزيدنا إن شاء الله إلا إيمانًا ثابتًا ويقينًا راسخًا بأن ذلك كله ما هو إلا تقدمة للنصر المكين وإرهاصًا للفتح المبين الذي وعد الله عباده».[13]
11. مرصد الإفتاء يدين مقتل 83 جنديا نيجيريا في هجوم شنته «بوكو حرام».. أدان مرصد الفتاوى التكفيرية والآراء المتشددة التابع لدار الإفتاء المصرية مقتل 83 جنديًّا نيجيريا في هجوم شنته جماعة «بوكو حرام» الإرهابية المتطرفة على قاعدة عسكرية نائية شمال شرقي نيجيريا. وأكد مرصد الإفتاء، أن ما تقوم به جماعة «بوكو حرام» الإرهابية يخالف كافة التعاليم الإسلامية التي تحث على عمارة الأرض وحفظ الأنفس وإحيائها، على عكس ما تقوم به هذه الجماعة المتطرفة من قتل وحرق وتخريب، وهو ما يُعد إفسادًا في الأرض فاستحقوا بذلك الخزي من الله في الدنيا والآخرة. جدير بالذكر أن المرصد أشار إلى أن هذه التنظيمات تحاول توسيع شبكة تحالفاته للسيطرة على العواصم الإفريقية، وتوحيد استراتيجيتها في كافة الدول، والتي تتمثل في تهديدها المراكز الحكومية والعسكرية في هذه العواصم فضلاً عن البعثات الغربية في سائر أنحاء المنطقة، وعليه تحاول عقد الكثير من التحالفات مع داعش، في سوريا والعراق وأنصار الشريعة في ليبيا، و«حركة الشباب الإسلامية» في الصومال؛ وغيرها لأجل الحصول فيما بينها على الدعم اللوجيستي لضمان إتمام عملياتها الإرهابية بنجاح والسيطرة على العواصم الإفريقية.[14]
12. «مرصد الفتوى» يرسم سيناريوهات مابعد هزيمة «داعش» في الموصل.. قال مرصد الفتاوى التكفيرية والآراء المتشددة التابع لدار الإفتاء المصرية، إن معركة الموصل تمثل تحولاً جذريًّا في مستقبل تنظيم داعش الإرهابي وتحدد مصير مقاتليه، لافتًا إلى أن لهذه المعركة أهمية قصوى لما لها من تداعيات بعد انتهائها. وأضاف مرصد الفتاوي أنه «ورغم التقدم الذي أحرزته القوات العراقية التي عزمت على تحرير المدينة من تنظيم داعش، إلا أن هذا يصاحبه مخاوف متزايدة لدى الدول الغربية من احتمالية عودة عناصر التنظيم الهاربة من المدينة خاصة المقاتلين الأجانب إلى بلدانهم». وأشار المرصد إلى أن محاور المعركة للهجوم على المدينة لم تغطِ مناطق غرب الموصل مما يعطي التنظيم فرصة الانسحاب نحو الحدود السورية، وهو ما يثير عدة مخاوف على جميع القوى الفاعلة الإقليمية والعالمية، خاصة وأن سقوط داعش في هذه المعركة سيدفع بجميع مقاتلي داعش إلى سوريا ويحشدهم فيها، وهذا السيناريو مشابه لما حدث في مدينة الفلوجة عندما استعادها الجيش العراقي في شهر يونيو الماضي، وهذا يعني أن هزيمة تنظيم داعش في الموصل ستشجع مقاتليه على التوجه غربًا في محاولة للم شتاتهم ومحاولة تضميد جراحهم في سوريا، تمهيدًا للمواجهات مع النظام السوري.[15]
13. مرصد الإفتاء: هزيمة «الخلافة الداعشية» بالعراق يعيد «القاعدة» إلى الواجهة مرة أخرى.. أعلن مرصد الفتاوى التكفيرية والآراء المتشددة التابع لدار الإفتاء المصرية، إن هزيمة تنظيم «داعش» الإرهابي وانسحابه من العراق على وقع الضربات الدولية المتلاحقة ضده والحصار المفروض عليه من التحالف الدولي، وتناقص قدراته القتالية والمادية والإعلامية وقدرته على الحشد والتجنيد، كل ذلك يحمل في طياته نهاية مشروع «الخلافة الداعشية» كمشروع عنيف استهدف الدول والحكومات العربية والإسلامية، وسعى في هدم الدول وإقامة الكيان الداعشي على أنقاضها. وأوضح المرصد في تقرير له اليوم الثلاثاء، أن هزائم «داعش» وفشله، وتراجع مشروعه الأيدلوجي لدى أوساط التيارات المتطرفة والعنيفة قد يدفع العديد من العناصر المتطرفة والتكفيرية إلى تغيير الوجهة نحو تنظيم «القاعدة» كمشروع بديل استطاع أن يصمد لسنوات عديدة أمام الملاحقات الدولية التي استهدفته، ورغم تراجع قوته وقدرته في السنوات القليلة الماضية لصالح التنظيمات المتطرفة الأخرى وعلى رأسها «داعش»، إلا أنه تمكن من البقاء والحفاظ على العديد من الروابط والصلات القوية مع التنظيمات المتطرفة الأخرى كحركة «طالبان» في باكستان وحركة «الشباب» الصومالي، ومن المتوقع أن تستفيد «القاعدة» من هزيمة المشروع الداعشي في المنطقة.[16]
14. مرصد الإفتاء: 50 ألف مقاتل أجنبى في «داعش».. كشف مرصد الفتاوى التكفيرية التابع لدار الإفتاء، أن إحصاءات أوروبية قدرت عدد المقاتلين الأجانب الذين انضموا إلى صفوف تنظيم داعش بأكثر من 50 ألف مقاتل، لافتاً إلى أن نحو 20% منهم من الدول الأوروبية فقط، ومنهم 50% من أبناء الأقليات المسلمة، وأن نسبة تتراوح من 5 إلى 10% من المقاتلين الأجانب قتلوا أثناء المعارك. وأضاف أنه تتراوح نسبة أخرى من 10 إلى 30% من المقاتلين، يتوقع أنهم تركوا أرض المعركة عائدين إلى بلدانهم، أو تم احتجازهم في دول أخرى أثناء عبورهم الحدود، وهو ما يعتبر تحدياً رهيباً أمام تلك الدول، لما يمثله هؤلاء العائدون من مخاطر محدقة على الأمن القومى والاستقرار المجتمعى والفكرى فيها.[17]
15. مرصد فتاوى التكفير: إلغاء «داعش» لصلاة التراويح مخالف للشرع ولسنة النبى.. أكد مرصد الفتاوى التكفيرية والآراء الشاذة والمتطرفة التابع لدار الإفتاء المصرية، أن قيام تنظيم «داعش» الإرهابى بإلغاء صلاة التراويح بالمساجد التي يسيطر عليها أمر مخالف للشرع الشريف، ولسنة النبى صلى الله عليه وآله وسلم، وما يقوم به المسلمون عبر مئات السنين. جاء ذلك في معرض تتبع مرصد الفتاوى التكفيرية لآثار الفتاوى والأصول المتطرفة المباشرة وغير المباشرة، حيث برر تنظيم «داعش» الإرهابى هذا القرار بأن صلاة التراويح بدعة لم يفعلها النبى صلى الله الله عليه وآله وسلم؛ حتى وإن استمر المسلمون- عبر العصور- يصلونها في جماعة في مساجدهم الكبرى والصغرى ابتداءً من الحرمين الشريفين والأزهر الشريف ومرورًا بكل مساجد المسلمين شرقًا وغربًا. وأوضح مرصد فتاوى التكفير أن هذا السلوك المتطرف، والذي يقوم به التنظيم الإرهابى للعام الثانى على التوالى، يؤكد ما كرره المرصد قبل ذلك مرارًا من أن هذه الفتوى التي تتوسع في رمى ما اعتاد عليه المسلمون من العادات والعبادات بالبدعة، والتلويح بأنَّ كل بدعة ضلالة وكل ضلالة في النار، وأن هذا المسلك- وإن ظهر في بعض الأحيان- أنه إبداء للرأى، إلا أنه يعد مخالفة صارخة للمنهج العلمى والشرعى المعتبر في الاستدلال المعتمد في الأزهر الشريف، والذي تقوم عليه عملية الإفتاء في دار الإفتاء المصرية ونظائرها في العالم.[18]

## إصدارات المرصد
1. كتاب «داعش النشأة والجرائم والمواجهة» [19]
2. مجلة بصيرة [20]
3. مجلة إرهابيون [21]

## وصلات خارجية
- الموقع الرسمي